# Буртинский сельсовет
Бурти́нский сельсовет — сельское поселение в Беляевском районе Оренбургской области Российской Федерации.
Административный центр — посёлок Буртинский.

## История
Статус и границы сельского поселения установлены Законом Оренбургской области от 2 сентября 2004 года № 1424/211-III-ОЗ «О наделении муниципальных образований Оренбургской области статусом муниципального района, городского округа, городского поселения, установлении и изменении границ муниципальных образований»

## Население
| 2010  | 2012  | 2013  | 2014  | 2015  | 2016  | 2017  |
| ----- | ----- | ----- | ----- | ----- | ----- | ----- |
| 1450  | ↘1410 | ↘1395 | ↘1374 | ↘1332 | ↘1302 | ↘1257 |
| 2018  | 2019  | 2020  | 2021  |       |       |       |
| ↗1261 | ↘1244 | ↘1204 | ↘1163 |       |       |       |

## Состав сельского поселения
| № | Населённый пункт | Тип населённого пункта          | Население |
| - | ---------------- | ------------------------------- | --------- |
| 1 | Буртинский       | посёлок, административный центр | 992       |
| 2 | Новая Воротовка  | посёлок                         | 2         |
| 3 | Сазан            | посёлок                         | 162       |
| 4 | Цветочное        | село                            | 294       |